# 纳塔莉亚·雷韦尔塔·克鲁斯
娜塔莉亚·雷韦尔塔·克鲁斯（西班牙語：Natalia Revuelta Clews；1925年12月6日—2015年2月27日）是古巴的一个社交名媛。她曾是菲德尔·卡斯特罗的情人，也是他的女儿阿丽娜·费尔南德斯的母亲。
1952年富尔亨西奥·巴蒂斯塔发动军事政变后，她积极参与古巴的反对派运动，结识菲德尔·卡斯特罗，并捐款支持他领导的政治运动，两人成为情人，当时双方都已婚。1956年，她和菲德尔·卡斯特罗的女儿阿丽娜·费尔南德斯出生；同年，卡斯特罗从墨西哥乘坐“格拉玛号”游艇返回古巴开展游击战，虽然雷韦尔塔支持古巴革命，但与菲德尔·卡斯特罗的情人关系并未继续保持。
2015年，雷韦尔塔在哈瓦那去世。